# Гетто в Забрезье
Гетто в Забре́зье (июнь 1941 — 1942) — еврейское гетто, место принудительного переселения евреев деревни Забрезье (Забрежье) Воложинского района Минской области и близлежащих населённых пунктов в процессе преследования и уничтожения евреев во время оккупации территории Белоруссии войсками нацистской Германии в период Второй мировой войны.

## Оккупация Забрезье и создание гетто
В деревне Забрезье (Забрежье) перед войной евреи составляли значительную часть населения. Деревня была оккупирована немецкими войсками с 25 июня 1941 года до 5 июля 1944 года.
В первые же дни после оккупации немцы, реализуя нацистскую программу уничтожения евреев, согнали евреев Забрезья в гетто. Территория гетто была обнесена дощатым забором и несколькими рядами колючей проволоки. Евреям под страхом смерти запрещалось появляться без опознавательного знака — пришитой на верхнюю одежду латы.

## Условия в гетто
Над узниками безнаказанно издевались. Например, часто немцы и полицаи под звуки музыки выгоняли евреев из гетто, заставляли встать на четвереньки и в таком виде гнали на поле, где принуждали зубами выщипывать траву и вырывать дерн, а также пить из луж грязную воду. Тех, кто отказывался это делать, забивали насмерть плетками и дубинками.

## Уничтожение гетто
В июле (зимой) 1942 года узников гетто заперли в сарае, который облили бензином, и сожгли живьём. Пытающихся выбраться из огня расстреливали. Всего во время этой «акции» (таким эвфемизмом нацисты называли организованные ими массовые убийства) были расстреляны и сожжены заживо около 180 (136) евреев. По свидетельствам очевидцев, в церкви во время службы священник просил: «„Люди, не трогайте опустевшие еврейские хаты. Не берите даже иголочки“, но, к сожалению, этому следовали не все».
Спастись в Забрезье сумели только несколько юношей и девушек, убежавших из гетто и примкнувших в лесу к партизанам. Старикам идти было некуда, и немцы, понимая это, даже отпускали их из гетто подкормиться, когда за несколько дней перед уничтожением гетто держали узников совсем без еды. Евреи уходили, а потом покорно возвращались ждать смерти в большое гумно, в котором их и сожгли.

## Память
В 1946 году в центре деревни, в 100 метрах от сельсовета, на братской могиле евреев был установлен памятник.
Опубликованы неполные списки жертв геноцида евреев в Забрезье.